# Bueng Kum
Bueng Kum (in thailandese: บึงกุ่ม) è uno dei 50 distretti (khet) della città di Bangkok, in Thailandia.